# Nicon ehlersi
Nicon ehlersi är en ringmaskart som beskrevs av Hartman 1953. Nicon ehlersi ingår i släktet Nicon och familjen Nereididae. Inga underarter finns listade i Catalogue of Life.